# Palacio de Wolfsgarten
El Palacio de Wolfsgarten (en alemán, Schloss Wolfsgarten) es un pabellón de caza, situado en Langen, Hesse, e íntimamente relacionado con la casa de Hesse.

## Historia
El núcleo primitivo del palacio fue mandado construir, entre 1721 y 1724, por Ernesto Luis, landgrave de Hesse-Darmstadt. El autor del proyecto fue su arquitecto de corte, Louis Remy de la Fosse de origen francés. La idea de la construcción se enmarcaba dentro del concepto alemán de jagdschloss, un palacio o pabellón destinado principalmente a la función cinegética. El nombre del palacio significa literalmente en alemán jardín de lobos. Hacia 1768, fue ampliado por orden de Luis VIII de Hesse-Darmstadt, bajo diseño de Johann Jakob Hill. Tras la muerte de su sucesor el langrave Luis IX en 1790, el palacio cayó en desuso. Ya en el siglo XIX, en concreto desde 1848 hasta 1877, el gran duque heredero Luis (luego gran duque como Luis III) dirigió las obras de restauración y renovación del conjunto. El hijo de este, el príncipe Luis (futuro gran duque como Luis IV) adoptó la costumbre de pasar los veranos con sus hijos en este palacete tras la muerte de su esposa, la princesa Alicia del Reino Unido. Desde entonces se convirtió en la residencia veraniega de los grandes duques y sus familias.

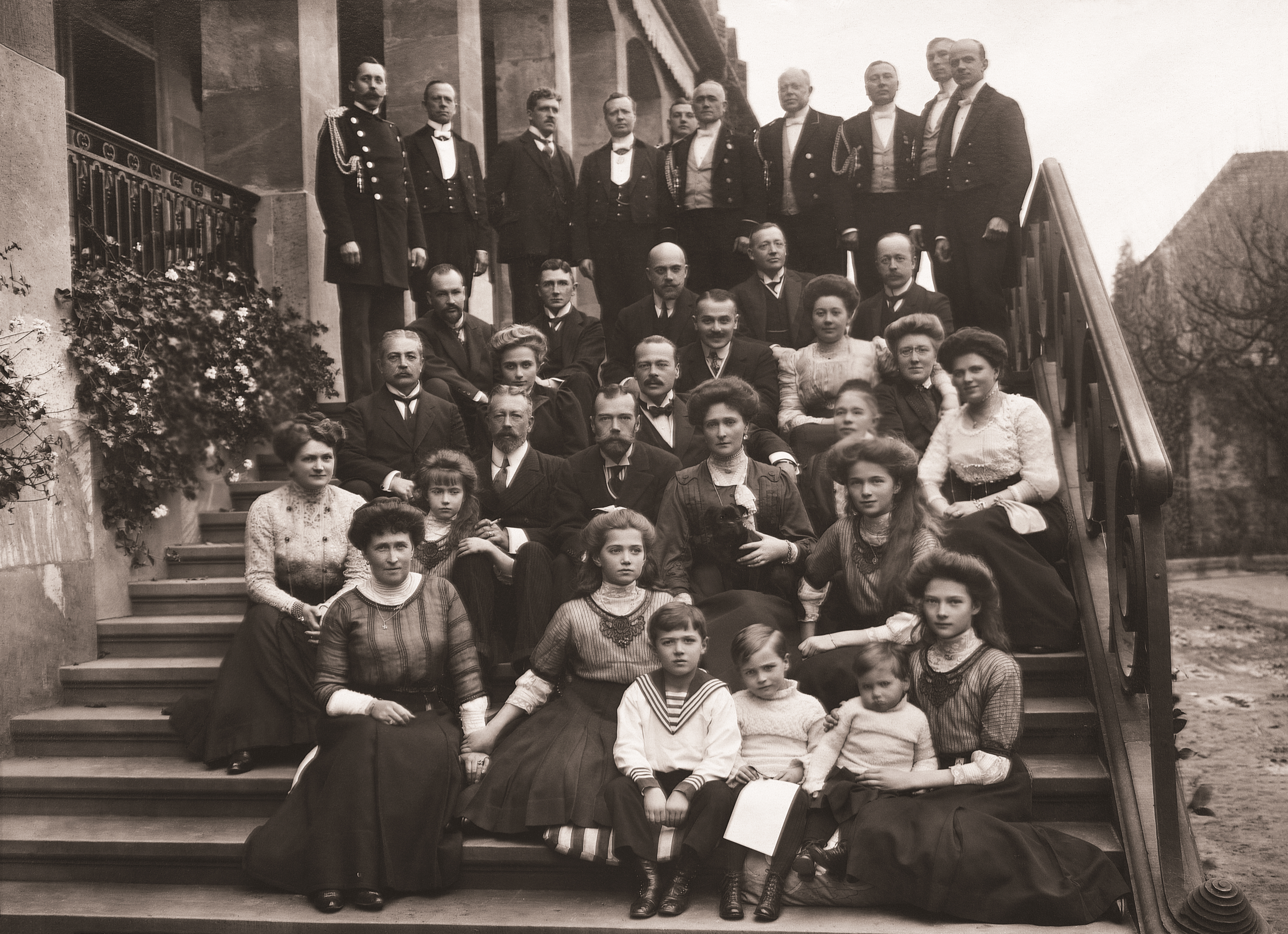
Distintos miembros de las familias del gran duque Ernesto Luis y sus hermanas Alix (casada con el zar Nicolás II de Rusia) e Irene de Hesse (casada con Enrique de Prusia, hermano de Guillermo II de Alemania) en las escaleras del pabellón principal. (Otoño de 1910)

Uno de los períodos de mayor esplendor del palacio fue durante del reinado del gran duque Ernesto Luis (1892-1918). El interés de este príncipe por la botánica permitió remozar el palacio y embellecer los jardines. Además se convirtió en destino de muchos personajes de la realeza europea por las cercanas conexiones de la casa granducal de Hesse con otras monarquías de la época. Tras la desaparición del gran ducado al terminar la Primera Guerra Mundial, la familia granducal continuó viviendo en el palacio y mantiene su propiedad hasta hoy. Gracias a las aficiones humanistas de Luis de Hesse y de su sucesor como jefe de la casa, Mauricio, el palacio fue visitado por personajes de gran importancia cultural, como Benjamin Britten, Golo Mann o Hans Werner Henze. El palacio cuenta con una colección de arte. En la actualidad, en el patio principal se organiza una fiesta campestre o Gartenfest.

## Descripción

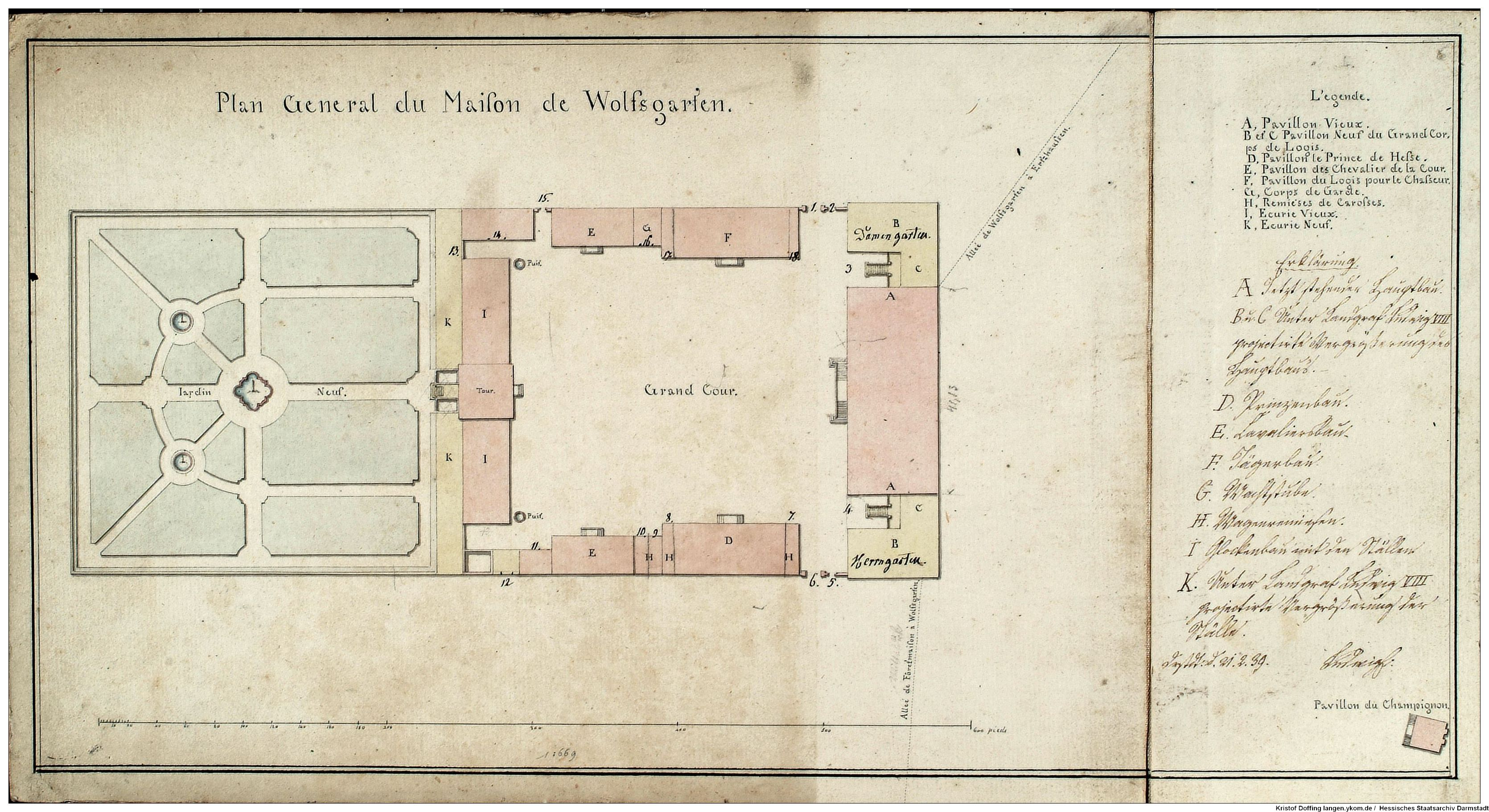
Plano general del palacio en 1768 por Johann Jakob Hill. El norte se encuentra en la zona inferior de la imagen y el sur en la superior. El esquema general del conjunto, salvo algunas excepciones concretas como el ajardinamiento del patio principal, permanece en la actualidad inalterado.

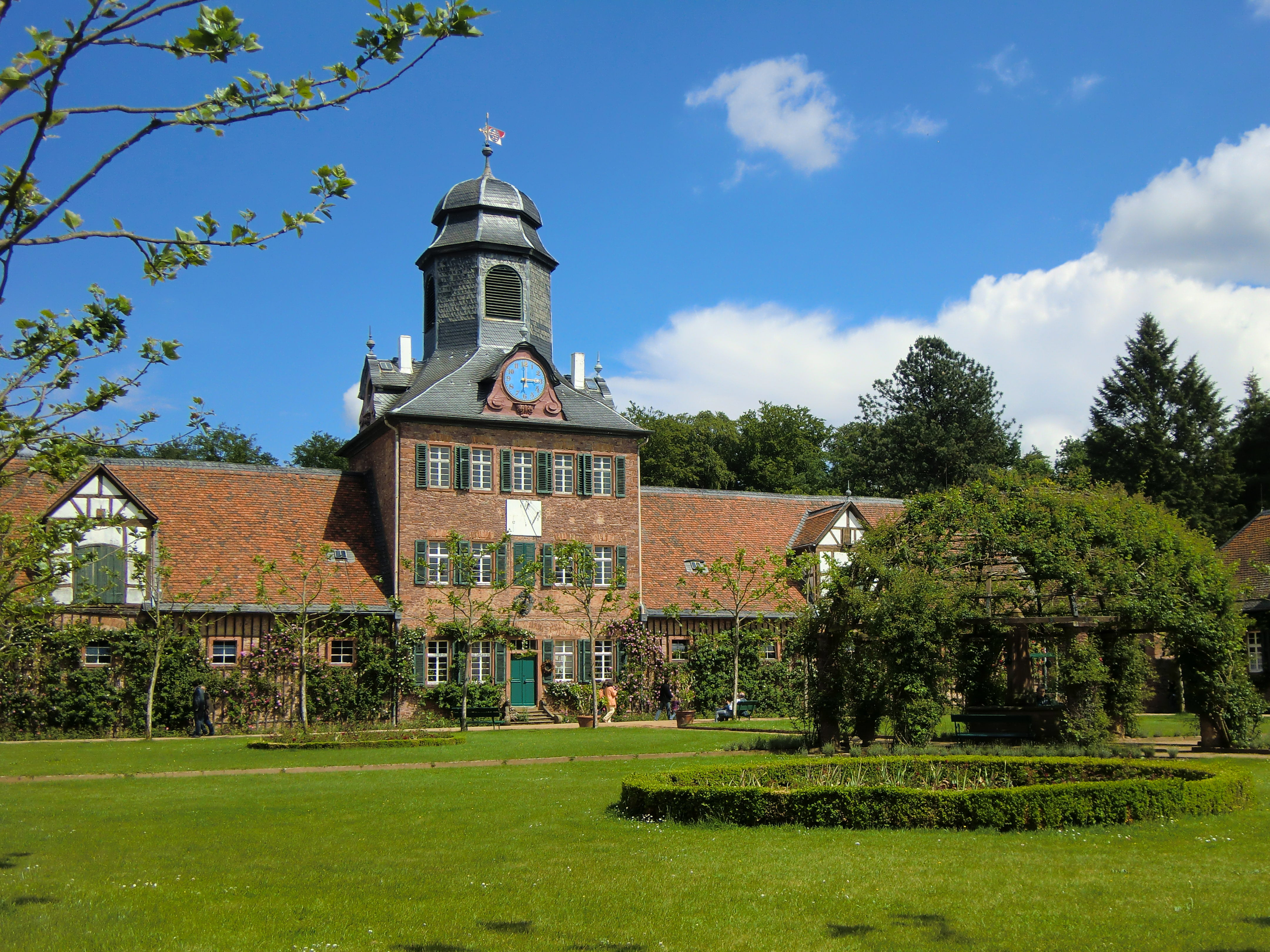
Vista del ala antiguamente destinada a caballerizas, desde el patio principal.

El pabellón principal o herrenbau se dispone en un eje longitudinal norte-sur. Al oeste del mismo existe una amplia pradera con un estanque bordeado de piedra en disposición longitudinal. Al este hay un gran patio rectangular cercado por distintos edificios, este patio se encuentra intensamente ajardinado. En el extremo opuesto al pabellón principal se hallan las antiguas caballerizas, en el centro de las cuales se alza una torre ancha rematada por una linterna. En los lados norte y sur del patio se disponen alas destinadas originalmente a distintas funciones, mientras que las del lado norte estaban destinadas al sexo femenino (de oeste a este: prinzessinenbau y damenbau, ala de las princesa y ala de las damas, respectivamente); las del lado sur estaban destinadas al sexo masculino (también de oeste a este: prinzenbau y kavalierbau, ala de los príncipes y ala de los caballeros). Más al este de este patio, en línea con los edificios del lado norte del mismo, existe un ala antiguamente destinada al servicio y cocheras.
El terreno alrededor del palacete es de aproximadamente 57 hectáreas y cuenta con una amplia variedad de ejemplares de gran interés botánico. En el parque se distribuyen distintas folies mandadas construir a finales del siglo XIX y principios del siglo XX por el gran duque Ernesto Luis de Hesse. Entre ellas pueden destacarse: la casita de juegos construida para su hija Isabel; un pabellón o teehaus; el jardín japonés o la capilla de San Bonifacio. Así mismo se construyó en 1957 la Ludwigskapelle.